# Autilla del Pino
Autilla del Pino ist ein nordspanisches Dorf und Hauptort einer Gemeinde (municipio) mit 219 Einwohnern (Stand: 2024) in der Provinz Palencia in der Autonomen Gemeinschaft Kastilien-León. Neben dem gleichnamigen Hauptort Autilla del Pino gehört die Ortschaft Paradilla del Alcor zur Gemeinde. 

## Lage und Klima
Autilla del Pino liegt in der Region Tierra de Campos auf der kastilischen Hochebene in einer Höhe von ca. 860 m. Die Provinzhauptstadt Palencia befindet sich mit ihrem Stadtzentrum etwa neun Kilometer (Fahrtstrecke) ostnordöstlich.
Das Klima im Winter ist durchaus kalt, im Sommer dagegen warm bis heiß; die eher spärlichen Regenfälle (ca. 470 mm/Jahr) fallen überwiegend im Winterhalbjahr.

## Bevölkerungsentwicklung
| Jahr      | 1970 | 1981 | 1991 | 2001 | 2011 | 2021 |
| Einwohner | 515  | 407  | 301  | 245  | 250  | 217  |

## Sehenswürdigkeiten
- Burganlage von Paradilla del Alcor
- Kirche Mariä Himmelfahrt

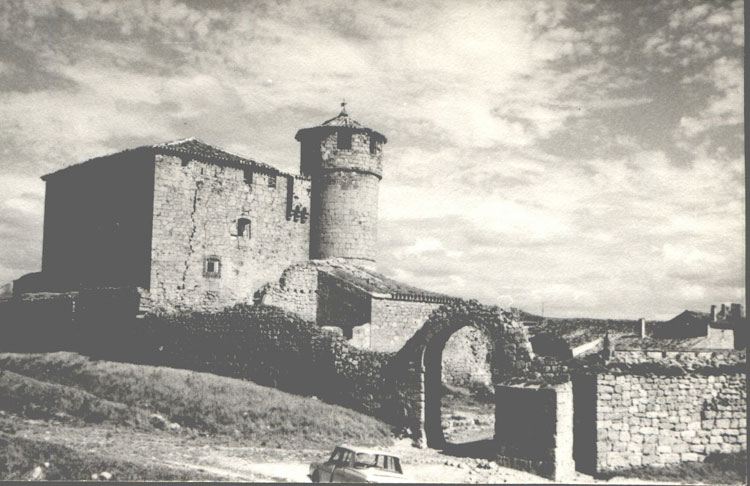
Historisches Bild der Burganlage von Paradilla
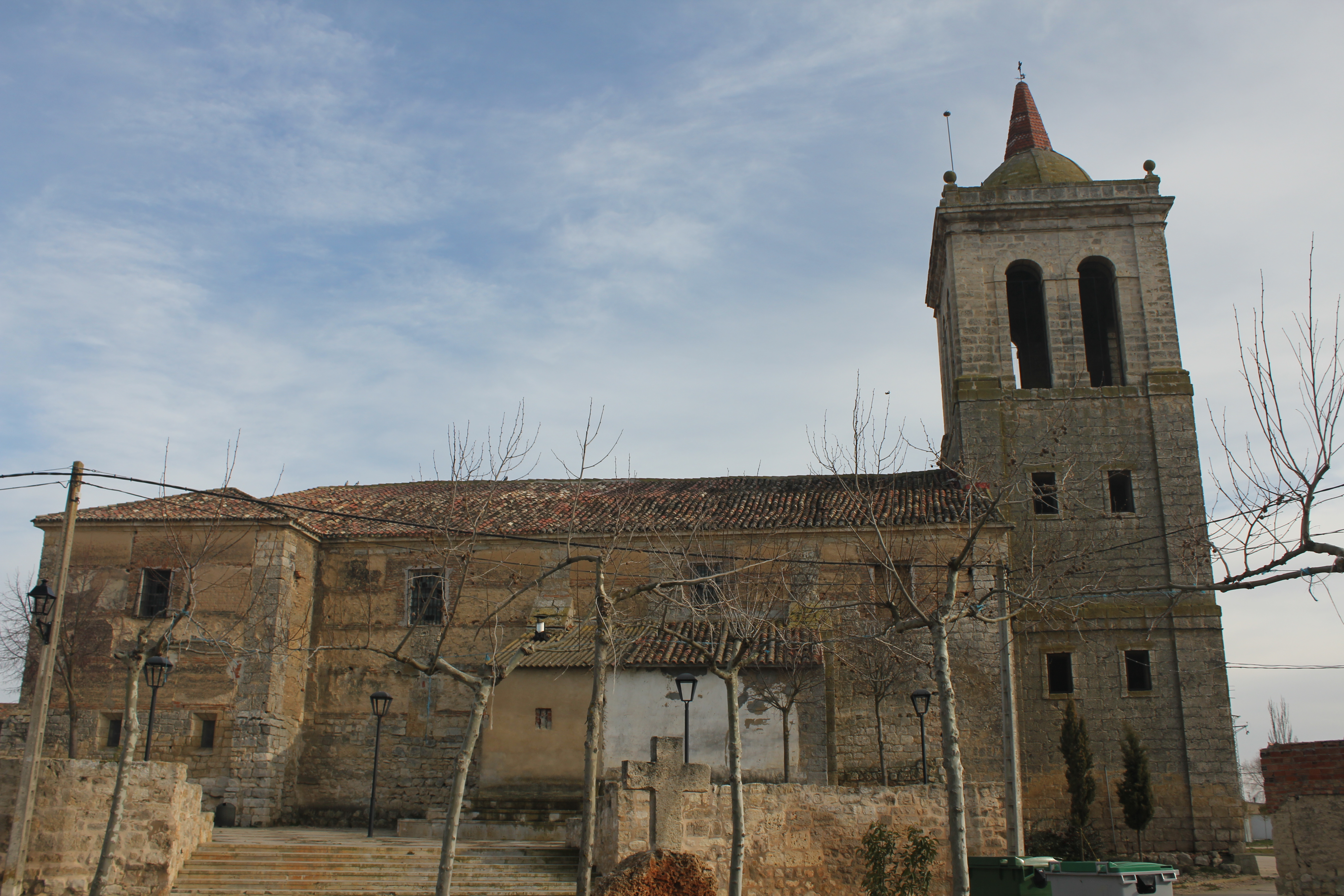
Kirche Mariä Himmelfahrt